# Eucalyptus parramattensis
Eucalyptus parramattensis är en myrtenväxtart som beskrevs av C. Hall. Eucalyptus parramattensis ingår i släktet Eucalyptus och familjen myrtenväxter. Inga underarter finns listade i Catalogue of Life.